# Rotterdam
Rotterdam Hollandia második legnagyobb városa. Itt található Európa legnagyobb (és sokáig a világ legnagyobb teherforgalmát lebonyolító) kikötője. 1955 óta itt található az Eszperantó Világszövetség központi hivatala, jelképesen Esperantujo fővárosa.

## Fekvése

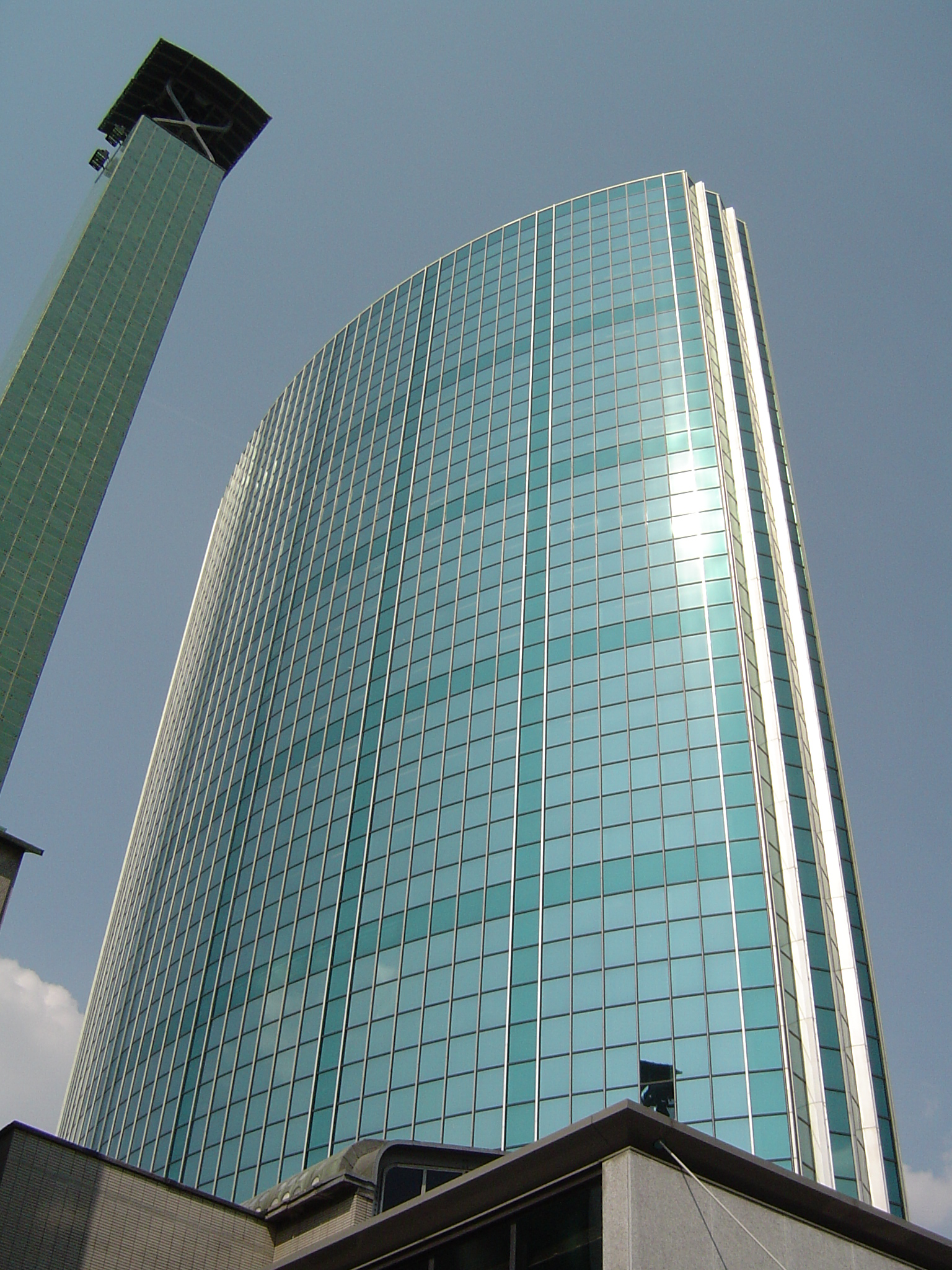
World Trade Center Rotterdam

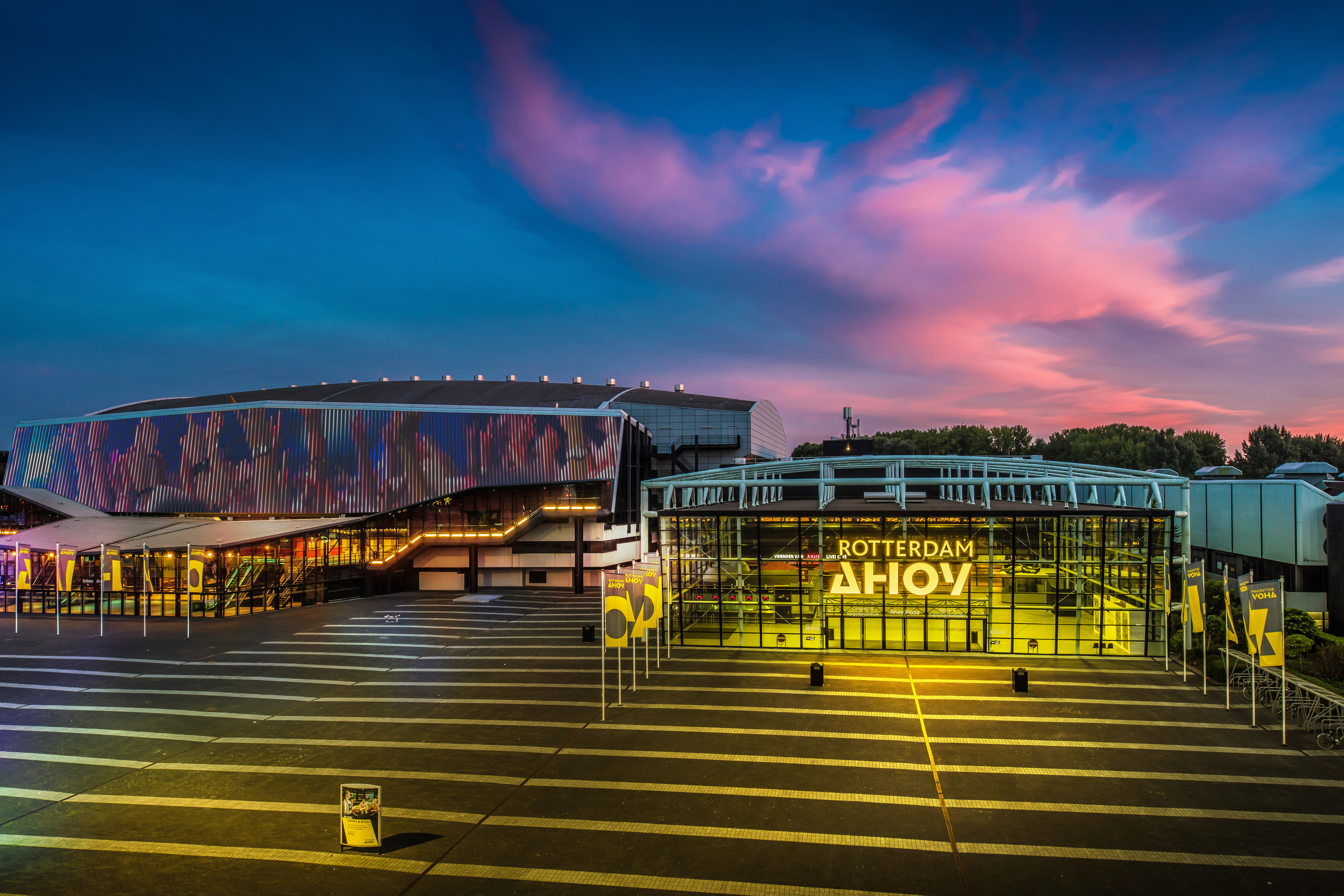
A 2021-es Eurovíziós Dalfesztivál helyszíne

Rotterdam Dél-Holland tartományban fekszik, a Nieuwe Maas folyó két partján, a Maas és a Rajna torkolatvidékén. A Randstad nevű településegyüttes részét képezi.
Itt található Európa legnagyobb kikötője, amely sokáig a világ legnagyobbja is volt, de mára Sanghaj és Szingapúr átvette a vezető szerepet.

## Története
1340-ben kapott városi jogot a település. Kikötője lassan, de folyamatosan növelte jelentőségét: itt volt a Holland Kelet-indiai Társaság egyik központja.
Az igazán nagy növekedés a Nieuwe Waterweg 1872-es elkészülte után indult meg: a város és a kikötő ekkor kezdett a folyó déli partján is terjeszkedni. A növekedés jelképe a Witte Huis (Fehér ház), amely 1898-ban 45 méteres magasságával Európa legmagasabb irodaépülete volt.
1940. május 14-én a Luftwaffe bombatámadást intézett a város ellen. A belváros szinte teljesen megsemmisült. Az 1950-1970-es években újjáépítették a városközpontot, majd az 1980-as évek óta új stílusú lakó- és irodaépületek épültek fel (például a déli parton a Kop van Zuid üzleti negyed), amelyek új képet adtak a városnak. A városháza átvészelte a bombázást.

## Nevezetességei
- Városháza: 1914-1920 között épült, és túlélte a bombázásokat.
- Laurenskerk (Szt. Lőrinc-templom)
- Café New York az Amerikába kivándorlókat szállító egykori hajótársaság székházában.

## Kultúra
2019. augusztus 30-án az Európai Műsorsugárzók Uniója és az AVROTROS, NOS & NPO holland televíziós műsorszolgáltatók bejelentették, hogy Rotterdam lesz a helyszíne a 2021-as Eurovíziós Dalfesztiválnak, miután a 2019-es Eurovíziós Dalfesztivált a Hollandiát képviselő Duncan Laurence Arcade című dala nyerte.

## Híres rotterdamiak
- Rotterdami Erasmus, filozófus
- Itt dolgozott fő művén és 1706-ban itt halt meg Pierre Bayle francia filozófus, valláskritikus
- Pim Fortuyn, politikus
- Joris Voorn, dj és producer

## Testvérvárosok
- Amerikai Egyesült Államok Baltimore 1985